# 纳尔逊·洛克菲勒
纳尔逊·奥尔德里奇·洛克菲勒（Nelson Aldrich Rockefeller，1908年7月8日—1979年1月26日），美国慈善家、商人、政治家，從1974年至1977年擔任第41任副總統，並於1959年至1973年擔任第49任纽约州州長。他還曾擔任富兰克林·德拉诺·罗斯福和哈里·S·杜鲁门等兩任總統的國務院助理國務卿，並於1953年至1954年擔任德怀特·大卫·艾森豪威尔總統的衛生、教育和福利部長。他是约翰·戴维森·洛克菲勒的孫子和著名的藝術收藏家，有貴族風度，並擔任紐約市曼哈頓洛克菲勒中心的管理員。洛克菲勒是一位共和黨人，通常被認為是自由派或溫和派。
在1960年、1964年和1968年未能成功尋求共和黨總統候選人提名。1974年8月理查德·尼克松辭去總統之後，洛克菲勒被任命為繼任總統杰拉尔德·福特的副總統。洛克菲勒是繼福特本人之後根據《第二十五條修正案》任命的第二位副總統。洛克菲勒並未在1976年被選為福特的競選搭檔。他於1977年從政壇退休，兩年後去世。
洛克菲勒於1947年成立了國際基本經濟公司。他曾擔任現代藝術博物館的受託人、司庫和總裁，並於1954年創立了原始藝術博物館。在慈善領域，他與四個兄弟於1940年成立了洛克菲勒兄弟基金會，並成立了美國國際協會。

## 生平
他是美國洛克菲勒家族成員，也是共和黨的溫和派領袖人物之一，曾於1959年擔任第49任紐約州州長，一直到1973年，以主持大量建設計劃贏得稱譽。
1974年傑拉爾德·福特接任總統後，他獲國會提名為美國副總統。1975年4月曾代表美國政府赴臺參加中華民國總統蔣中正的喪禮:10。1976年他不獲共和黨提名為副總統候選人，至1977年1月任期屆滿後退休。
1979年1月，因心臟病逝世於紐約，享壽70歲。

## 政治意識形態
洛克斐勒採取務實的治理方式，體現了他跨學科解決問題的方法。羅伯特·康納利和傑拉爾德·本傑明在其著作《紐約的洛克菲勒：州議會中的行政權力》中指出：「洛克菲勒不執著於任何意識形態。相反，他認為自己是一位務實的問題解決者，他更感興趣的是找到得到足夠支持的解決方案，以確保方案在立法中得以實施，而非始終遵循的自由主義或保守主義的路線。」康納利和班傑明認為，洛克斐勒早期的財政政策較為保守，但在他執政的後期，在社會政策上採取保守的決策，但於環境問題上採取自由主義的決策。
由於洛克菲勒的自由主義政治觀點，他遭到了共和黨內貝利·高華德和隆納·雷根等保守派的反對。歷史學家傑弗瑞‧卡巴瑟維斯稱洛克斐勒為「揮金如土的人」。洛克斐勒擔任紐約州州長期間，比他的共和黨前任州長、在財政上更保守的溫和派共和黨人湯瑪斯·杜威花的錢還要多。洛克菲勒擴大了紐約州州的基礎設施，增加了教育支出，包括大規模擴建紐約州立大學，並加強了該州在環境政策上的參與。在外交事務中，洛克斐勒支持美國對聯合國事務的積極參與以及美國的對外援助，對抗共產主義和反對共產主義國家加入北約。由於洛克菲勒的政策，一些保守派試圖通過創建紐約州保守黨來獲得影響力。這個小黨派充當了紐約州自由黨的一個次要平衡力量。